# قاسم احمدی لاشکی
قاسم احمدی‌لاشکی (زاده ۱۳۴۴) سیاستمدار ایرانی و معاون حقوقی و امور مجلس وزارت آموزش و پرورش از تیر سال ۱۳۹۹ است. وی نماینده دوره نهم و دهم مجلس شورای اسلامی از حوزه انتخابیه نوشهر، چالوس و کلاردشت در استان مازندران بوده‌است.

## تحصیلات
لاشکی دارای لیسانس رشته علوم اجتماعی از دانشگاه تهران و فوق لیسانس مدیریت امور فرهنگی از دانشگاه آزاد اسلامی واحد علوم و تحقیقات (تهران) می‌باشد. همچنین او دارای دکتری مدیریت، سیاستگذاری، علم و فناوری از آکادمی ملی علم‌های تاجیکستان می‌باشد.

## گرایشهای سیاسی
او در دوران ریاست‌جمهوری خاتمی فرماندار چالوس بود که بعد از ریاست‌جمهوری احمدی‌نژاد عزل شد. او در انتخابات مجلس دهم در فهرست هر دو گروه یعنی اصولگرایان و فهرست اعتدال و توسعه قرار داشت.

## فعالیت‌های سیاسی و نمایندگی مجلس شورای اسلامی
وی به مدت سه سال در دولت اصلاحات سید محمد خاتمی فرماندار شهرستان چالوس بود. پیش از آن احمدی لاشکی در دوره‌های اول و دوم شورای شهر نوشهر توانست کرسی شورا را به‌دست آورد. وی در مرحله اول دوره هشتم انتخابات مجلس رأی اول را آورد اما در دور دوم با اختلاف کمتر از چهارصد رأی از رقیب خود (نماینده وقت) شکست خورد.
او در انتخابات دوره نهم مجلس شورای اسلامی شرکت کرد و توانست با ۵۸٬۹۶۸ رأی به مجلس راه یابد. وی در دوره نهم به صورت مستقل در میدان رقابت انتخابات وارد شد. وی پس از ورود به نهمین دوره مجلس شورای اسلامی به فراکسیون رهروان ولایت پیوست و در فهرست اعضای شاخص آن قرار گرفت. لاشکی جز نمایندگان میانه‌رو و معتدل مجلس نهم بود.
احمدی لاشکی در انتخابات دوره دهم مجلس نیز توانست با ۳۹٬۹۸۶ رأی وارد مجلس شورای اسلامی شود.
احمدی لاشکی در یازدهمین دوره انتخابات ریاست‌جمهوری از قالیباف حمایت کرد اما در زمان معرفی کابینه به مجلس شورای اسلامی از وزرای پیشنهادی حسن روحانی حمایت کرد.  وی از هفده وزیر پیشنهادی دولت و ایراد سخنرانی‌هایی در جهت حمایت برای تعدادی از آن‌ها مانند سیدحسن قاضی‌زاده هاشمی در نطق خود در دفاع از وزیر پیشنهادی بهداشت، درمان آموزش پزشکی خبر داد که پزشکیان و مرندی وزیران سابق بهداشت و همچنین رئیس کمیسیون بهداشت مجلس موافق وزارت هاشمی بر این وزارت‌خانه هستند. ضمن اینکه از مسعود سلطانی‌فر در جلسه رأی اعتماد به عنوان وزیر پیشنهادی وزارت ورزش و جوانان حسن روحانی حمایت و سخنرانی کرد.

### فعالیت‌های مجلس
لاشکی بیش ۱۲۱ طرح را در مجلس امضا کرده است که شاخص‌ترین آن‌ها عبارتند از: طرح اقدام متناسب و متقابل دولت جمهوری اسلامی ایران در اجرای برجام، طرح استفساریه ماده (۷) قانون اعزام دانشجو به خارج از کشور، طرح پرداخت حق فوق‌العاده مأموریت سفرهای خارج از کشور مقامات و کارکنان دولت، طرح آموزش همگانی قرآن کریم در خانه، طرح حمایت از مالکیت صنعتی (ثبت اختراعات، طرح‌های صنعتی و علائم تجاری)، طرح مدیریت و کاهش حوادث و سوانح رانندگی، طرح تشکیل وزارت میراث فرهنگی و گردشگری، طرح تعیین حدود اختیارات سرپرست وزارتخانه‌ها، طرح تشکیل شورای عالی اقتصاد مقاومتی کشور، طرح تخصیص اعتبارات ویژه برای ازدواج جوانان، طرح ایجاد حساب ویژه حمایت از تولید ملی، طرح جامع ارتباطات و فناوری اطلاعات، طرح انتقال پایتخت، طرح ساماندهی تخصیص ارز در شرایط اقتصاد مقاومتی و حمایت از تولید ملی، طرح قانون دهیاری ها

## سوابق اجرایی
- تدریس علوم اجتماعی دبیرستان‌های نوشهر
- فرماندار شهرستان چالوس (در دولت اصلاحات)
- عضو دوره اول و دوم شورای شهر نوشهر
- معاون مؤسسه آموزش عالی غیرانتفاعی کمال الملک
- نایب‌رئیس دوم کمیسیون آموزش و تحقیقات مجلس شورای اسلامی، دبیر اول کمیسیون آموزش و تحقیقات مجلس، عضو فراکسیون فرهنگیان مجلس[۷]